# Hamburg Freezers

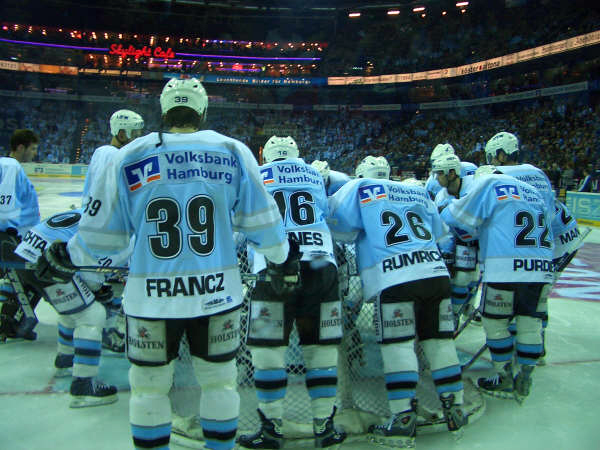
Spelers van de Hamburg Freezers

Hamburg Freezers was een ijshockeyteam uit Hamburg. Het eerste team kwam uit in de Deutsche Eishockey Liga.
Hamburg Freezers werd in 1999 opgericht in München als München Barons. De club verhuisde in 2002 naar Hamburg en ging daar verder als Hamburg Freezers. De clubkleuren zijn lichtblauw en wit. Hamburg Freezers speelt thuiswedstrijden in stadion Barclaycard Arena (Hamburg).
In mei 2016 verklaarde de eigenaar dat hij het team niet langer financieel wilde steunen. Er werd geen nieuwe sponsor gevonden en zodoende werd de club opgeheven. 